# Markt

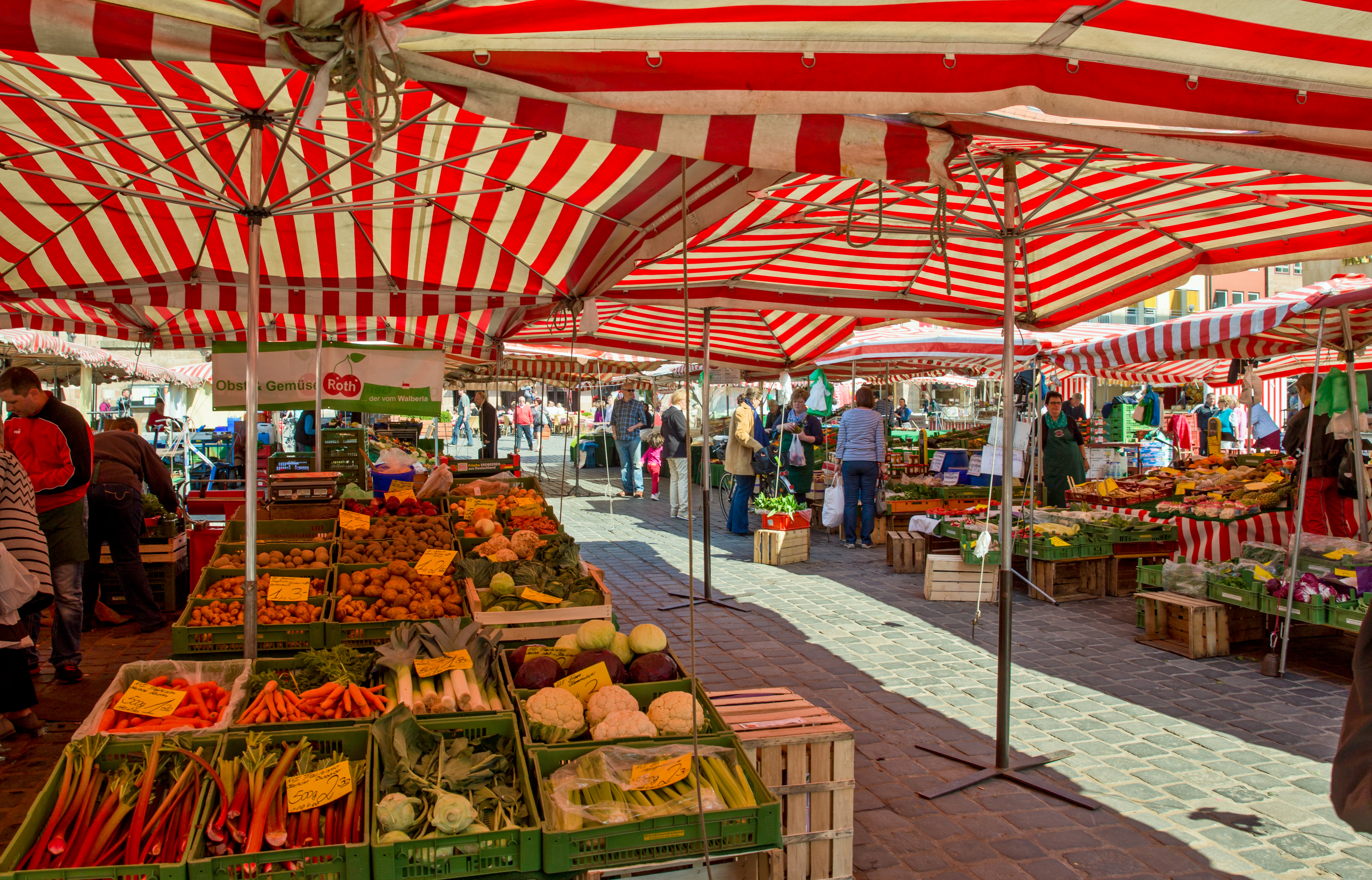
Hauptmarkt in Nürnberg

Der Begriff Markt (von lateinisch mercatus ‚Handel‘, zu lateinisch merx ‚Ware‘) bezeichnet allgemeinsprachlich einen Ort, an dem Waren regelmäßig auf einem meist zentralen Platz gehandelt werden.

## Allgemeines
Auf dem klassischen Markt findet Präsenzhandel statt, bei dem die Marktteilnehmer persönlich anwesend sind und dabei die vorhandenen Waren gegen Geld oder gegen andere Waren (Realtausch) tauschen. Das hat den Vorteil, dass die Tauschobjekte sofort übergeben werden können. Bei Warenbörsen sind dagegen die Marktteilnehmer und das Handelsobjekt Ware nicht präsent, was zu Erfüllungsrisiken bei den Kontrahenten führen kann. Bei modernen Märkten entfällt sogar noch der geografische Ort, sie finden als virtueller Marktplatz wie im E-Business oder bei organisierten Handelssystemen statt.

## Geschichte

### Antike
Warenmärkte gab es bereits in der Antike, sie entstanden als so genannte Präsenzmärkte, auf denen die persönlich anwesenden Anbieter den ebenfalls anwesenden Nachfragern ihre physisch vorhandenen Handelswaren feilboten. Der freie Marktzutritt war üblich, ein Marktverbot erhielten meist Feinde. So wird beispielsweise der Ausschluss der Megarer von den Märkten Athens 432 vor Christus als Ursache für den Ausbruch des Peloponnesischen Kriegs angesehen. Dort gab es neben der Agora (altgriechisch ἀγορά, „Marktplatz“) als einem der ersten städtischen Märkte auch die Römische Agora. Rom selbst besaß neben dem Forum Boarium (lateinisch forum, „Markt“ und lateinisch bos, „Rind“) für Fleisch das Forum Holitorum für Gemüse und das Forum Suarium für Schweine. Eine weitere Form war das Emporion (altgriechisch ἐμπόριον, „Handels- und Marktplatz“) als eigenständiger Markt- und Handelsplatz einer Stadt, der als Umschlagplatz für fremde Waren fungierte oder als Handelsniederlassung außerhalb des Mutterlandes angelegt wurde. Die uralte Form des Realtauschs auf Märkten verbreitete sich über Pompeji und Ostia bis zum römischen Timgad (Algerien). Das deutsche Wort „Markt“ geht auf das im Jahre 765 erstmals aufgetauchte althochdeutsche „markāt“ zurück.

### Mittelalter
Im Mittelalter handelten die Marktteilnehmer gegenseitig die Marktpreise aus. Spätestens seit 629 lag das Marktrecht beim König, als der Merowinger Dagobert I. der Kirche von St. Denis gestattete, einmal pro Jahr einen vierwöchigen Markt in der Nähe von Paris abzuhalten. Im Jahre 862 mussten Märkte auch zu Zeiten der Karolinger unter König Karl dem Kahlen durch Stiftung des Marktrechts genehmigt werden. Ab dem 12. Jahrhundert entstand in Paris ein öffentlicher Markt, der wegen seiner Nähe zur Seine den Namen „Place de Grève“ (deutsch „Strandplatz“) erhielt.
Der Lokoabschluss bestand aus vorrätiger, sofort lieferbarer, „greifbarer“ Ware. Die Märkte mussten öffentlich sein, um einen gerechten Handel zu ermöglichen. Eigens dafür ernannte Marktaufseher sollten die Aktivitäten im Auge behalten, abweichendes Verhalten mahnen und Ansprechpartner für Betroffene sein. Es handelte sich um städtische Bedienstete, die die Einhaltung der Marktordnung überwachten und das Marktgefälle einnahmen. Marktgefälle waren die Abgaben der Händler und Bürger an den Marktherrn. Der Markt bildete das Handelszentrum einer Stadt. Marktgemeinden besaßen in einigen Regionen Marktrechte.
Mit der Hanse bildeten sich ab 1143 Handelsplätze wie Hansestädte mit regem Marktbetrieb. Eine der ersten deutschsprachigen Marktordnungen ist 1190 für die österreichische Stadt Enns belegt. Im 13. Jahrhundert gab es in Nürnberg mindestens 4 überwachte Jahrmärkte (Walpurgismarkt am 1. Mai, Johannismesse am 24. Juni, Egidimesse am 1. September und die Michaelsmesse am 29. September). Um 1253 gab es eine Berliner Markt- und Gewerbeaufsicht, die beispielsweise falsche Maße und Gewichte mit Geldstrafe ahndete und andere Marktvergehen unter Strafe stellte (Schupfstuhl, Schimpfsteine). Allein im Deutschen Reich gab es bis zum Jahre 1500 mindestens 5.000 periodisch stattfindende Märkte in etwa 500 Orten.
Vitten (Singular: Vitte; „Heringsanlandeplatz“) entwickelten sich im 13. Jahrhundert im Ostseeraum. Der Heringshandel war im Mittelalter ein bedeutender Handelszweig, war doch der Hering für alle Bevölkerungsschichten eine für die Ernährung wichtige und erschwingliche Eiweißquelle. Große Heringsvorkommen im Bereich der dänisch-schwedischen Ostseeküste führten zu saisonal bestehenden Handelsorten, den Vitten, die jeweils im Besitz einzelner Hansestädte waren. In der jeweiligen Fangsaison siedelten sich vorübergehend bis zu zwanzigtausend Menschen (Kaufleute, Handwerker, Fischer, Böttcher usw.) an. Gegenstand der Tätigkeit in diesen Orten waren der Heringsfang, das Ausnehmen und Einpökeln der Fische in Eichenfässern und der Handel und das Handwerk rund um diese Tätigkeiten. Die Größe der Fässer war weitgehend vorgeschrieben, so dass jedes Fass 900 bis 1000 Heringe enthielt (wobei das Salz ein Fünftel des Fassinhaltes ausmachte). Der Preis richtete sich nach der Zahl der Heringe, nicht nach dem Fassgewicht. Der weitere Vertrieb der eingepökelten und damit sehr haltbaren Heringe erfolgte auf dem gesamten Festland.

### Renaissance und Neuzeit
Im Hinblick auf den zunehmenden Handel mit vertretbaren Waren (englisch Commodities) entwickelten sich die Warenbörsen als Sonderform des Marktes. Die ersten Warenbörsen fungierten bereits teilweise nicht mehr als Präsenzbörsen. In Brügge entstand 1409 weltweit die erste dieser Art, sie fand vor dem Haus der reichen Kaufmannsfamilie van der Beurse (niederländisch beurs, „Geldbeutel“) statt, die Güter waren nicht präsent. Die ältesten deutschen Warenbörsen entstanden 1540 in Augsburg und Nürnberg; Für die Nürnberger Börse wurden 1560 vom Rat Handelsregeln erlassen und als Marktordnung für alle sichtbar auf einer Tafel am Herrenmarkt angebracht.
Basare (persisch بازار, DMG Bāzār, „Markt“) entstanden wohl in ihrer heutigen Form erstmals im 16. Jahrhundert im persischen Täbris, von wo aus sie sich über ganz Arabien (arabisch سوق sūq) verbreiteten. Ähnliche Marktplätze errichtete bereits zuvor der Statthalter Yazid ibn Hatim al-Muhallabi während seiner Regierungszeit (771–787) in Tripolis. Anders als die europäischen Märkte waren aus klimatischen Gründen die Basare meist in Gebäuden mit Gewölben oder in überdachten Ladenstraßen untergebracht. Die Überwachung der Preisbildung, der Waren und der Akteure übernahm im Islam der Sittenwächter (muhtasib). Adam Olearius berichtete 1656 in seinen Reisebeschreibungen über die persischen Basare.
Während Märkte typischerweise lokale Märkte waren, an denen sich die Menschen mit den unmittelbar benötigten Gütern versorgten, tauchten sehr früh auch zwischenstaatliche Märkte auf. Dieser Handel über lange Distanzen war zwar mit größeren Schwierigkeiten verbunden als der lokale Handel, er konnte aber auch sehr profitabel sein. Eine ursprüngliche Form des Austausches von Gütern zwischen Händlern waren die Messen (englisch fair, italienisch feria). Diese fanden periodisch statt. Die meisten europäischen Händlermärkte gab es im Raum zwischen Italien und Flandern. Auf diesen Messen wurden wesentlich Güter des Südens, inklusive Gewürze aus Asien, mit Gütern aus dem Norden, vor allem Wolle aus England und Flandern ausgetauscht. Diese Messen hatten ihre Hochblüten zwischen dem 11. und dem 14. Jahrhundert. Die Messen waren nicht nur Ort des Handels. Auf ihnen fanden eine Reihe von festlichen und anderen Aktivitäten statt, welche den eigentlichen Austausch von Gütern einrahmten.
Durch das Aufkommen der Wertpapierbörsen verschwand die Präsenz völlig. Anbieter und Nachfrager ließen sich durch Börsenhändler vertreten, die standardisierten Handelsobjekte (Aktien, Anleihen) lagerten woanders, die Börsenkurse handelten nicht die Anbieter und Nachfrager untereinander aus, sondern überließen dies den Börsenmaklern. Diese Abwesenheit von Marktteilnehmern und Handelsobjekten erforderte strengere Regeln. Die erste Börsenordnung in Preußen stammte vom 25. Februar 1739, galt inhaltlich jedoch noch nicht als Börsenordnung im heutigen Sinne. Erst deren Neufassung vom Juli 1805 mit einem vollkommeneren und ausführlicheren „Börsen-Reglement“ erfüllte diese Voraussetzungen. Für Karl Marx galt 1848 der Markt mit seiner „gnadenlose[n], Grenzen überschreitende[n] Konkurrenz“ als zentraler Bestandteil des Kapitalismus.
Mit dem weltweiten Vordringen des Internet ab April 1993 gründeten sich Netzwerke (englisch Marketplaces), die den Austausch von Waren oder Dienstleistungen mittels Online-Handel oder Internet-Tauschbörsen (Ware gegen Ware) ermöglichten. Zu den ersten und heute größten gehören die Online-Händler Amazon (gegründet im Juli 1995) und eBay (September 1995). Beide nennen ihre Plattform für Kleinanzeigen „Marketplace“.

## Marktrecht und Marktplatz

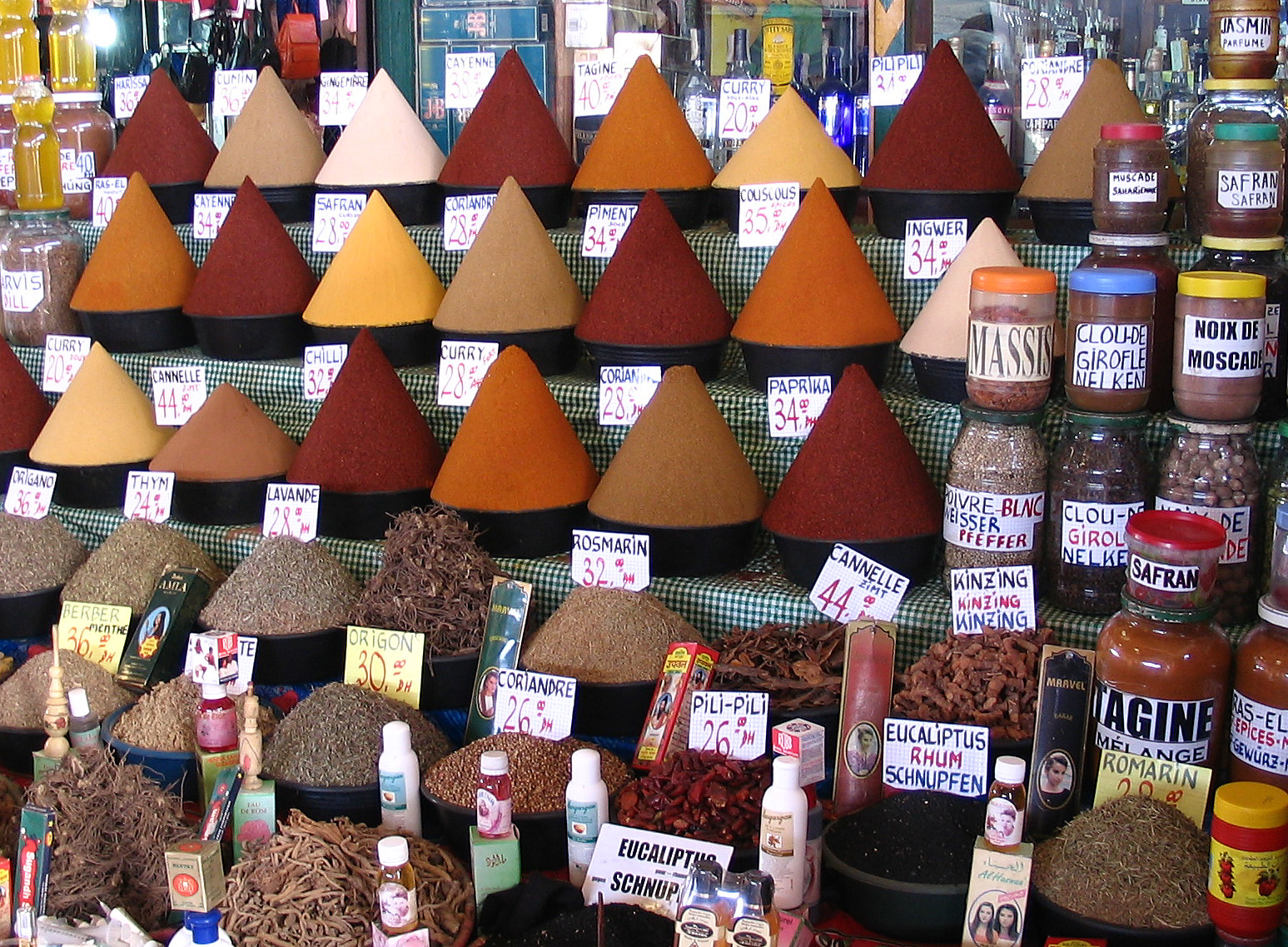
Gewürze auf dem Markt im marokkanischen Agadir

Ein Marktplatz ist ein städtischer Platz (z. B. Gendarmenmarkt in Berlin), auf dem regelmäßig Verkaufsveranstaltungen (Märkte) abgehalten werden oder wurden. Dieser sogenannte Marktplatz ist in der Regel der zentrale Platz in einer Stadt, an dem auch das Rathaus errichtet wurde. In größeren Städten existierten oft mehrere Marktplätze, auf denen früher spezifische Waren angeboten wurden. Um Märkte nicht unter freiem Himmel abhalten zu müssen, wurden in vielen Städten Markthallen errichtet. Das Recht, einen Markt abzuhalten (Marktrecht) war im Mittelalter für die städtische Entwicklung entscheidend, und galt als erste Stufe zum Stadtrecht. Der Roland als traditionelles Symbol der Markthoheit findet sich heute noch als Standbild in etlichen deutschen Städten, z. B. in Brandenburg an der Havel, Halberstadt, Stendal, Wedel und Zerbst.
„Markt“ ist auch in einigen Bundesländern wie zum Beispiel Bayern, Sachsen die offizielle Bezeichnung für eine Gemeinde, die einen Status zwischen Dorf und Stadt einnimmt. Dieser Status war früher mit der Verleihung des Marktrechts verbunden. In anderen Bundesländern gibt es dafür andere Bezeichnungen. In Bayern und Österreich ist der Begriff Markt bis heute teilweise offizieller Bestandteil des Ortsnamens. So weisen Ortsnamen wie Sobótka, Szombathely oder Samstagsberg auf das samstägliche Marktrecht hin.

## Betriebsformen des Einzelhandels

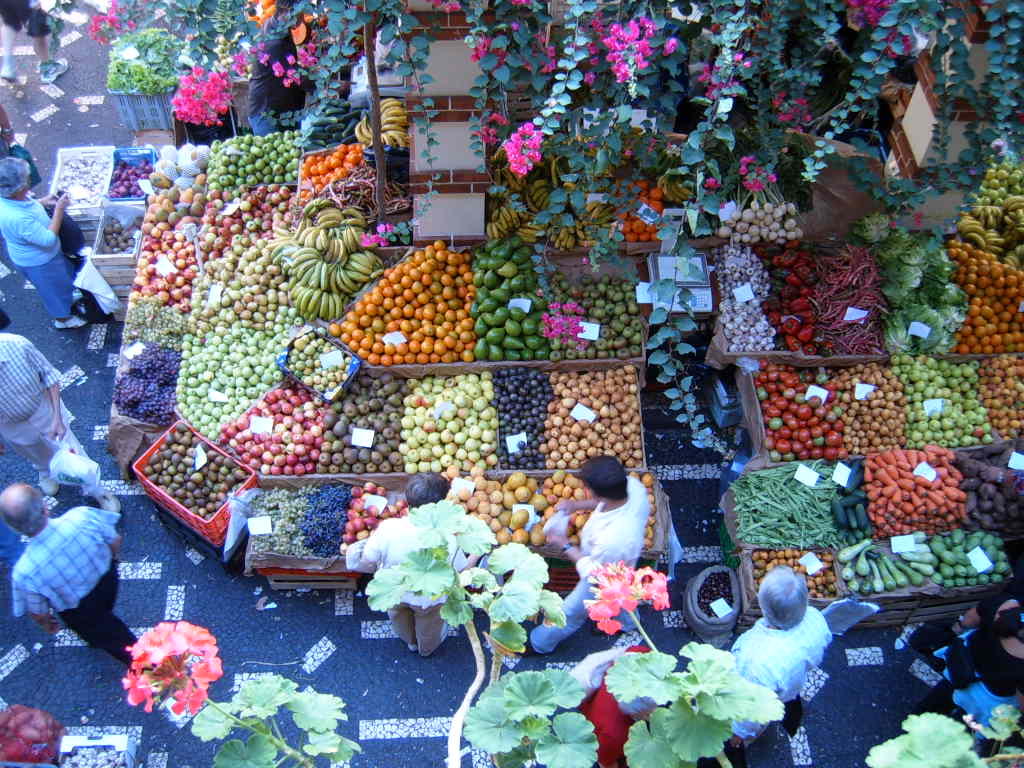
Mercado dos Lavradores in Funchal auf Madeira

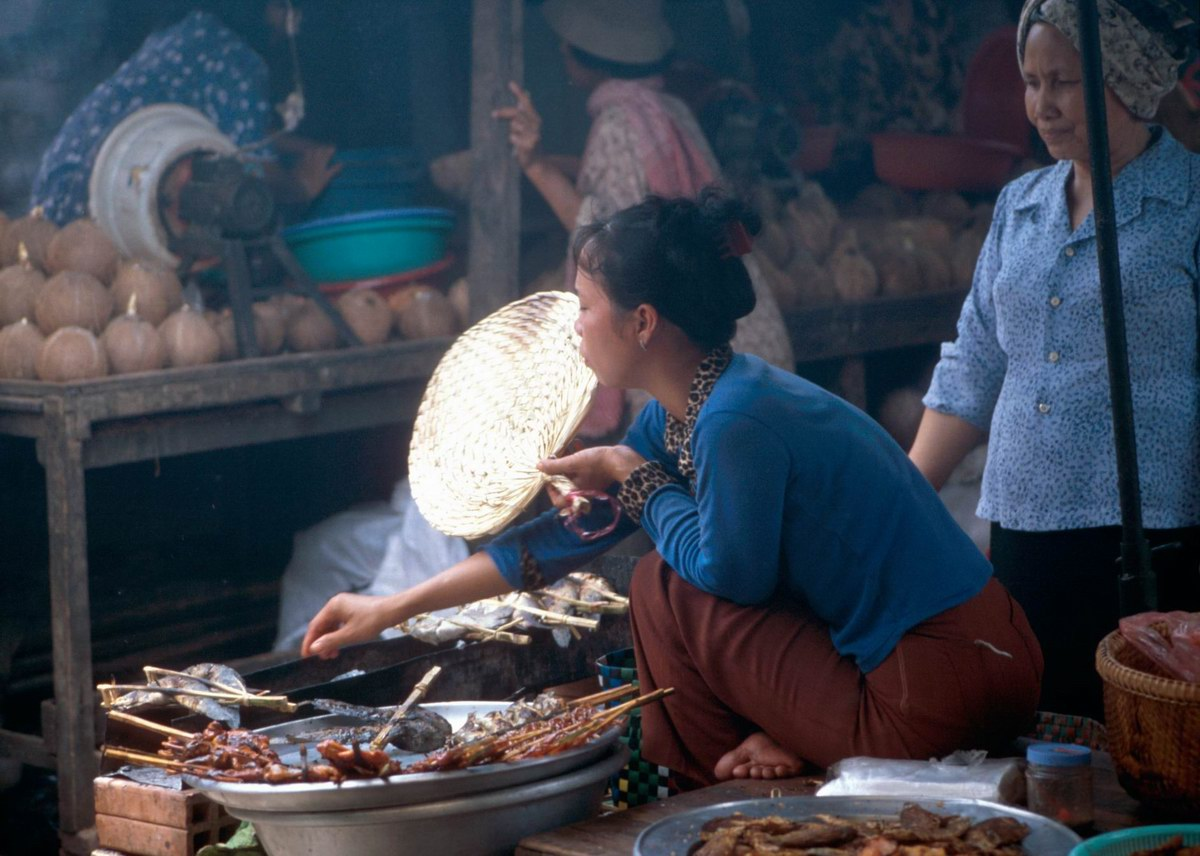
Eine Marktfrau bereitet frisch gegrillten Fisch und Hähnchen in Kambodscha zu.

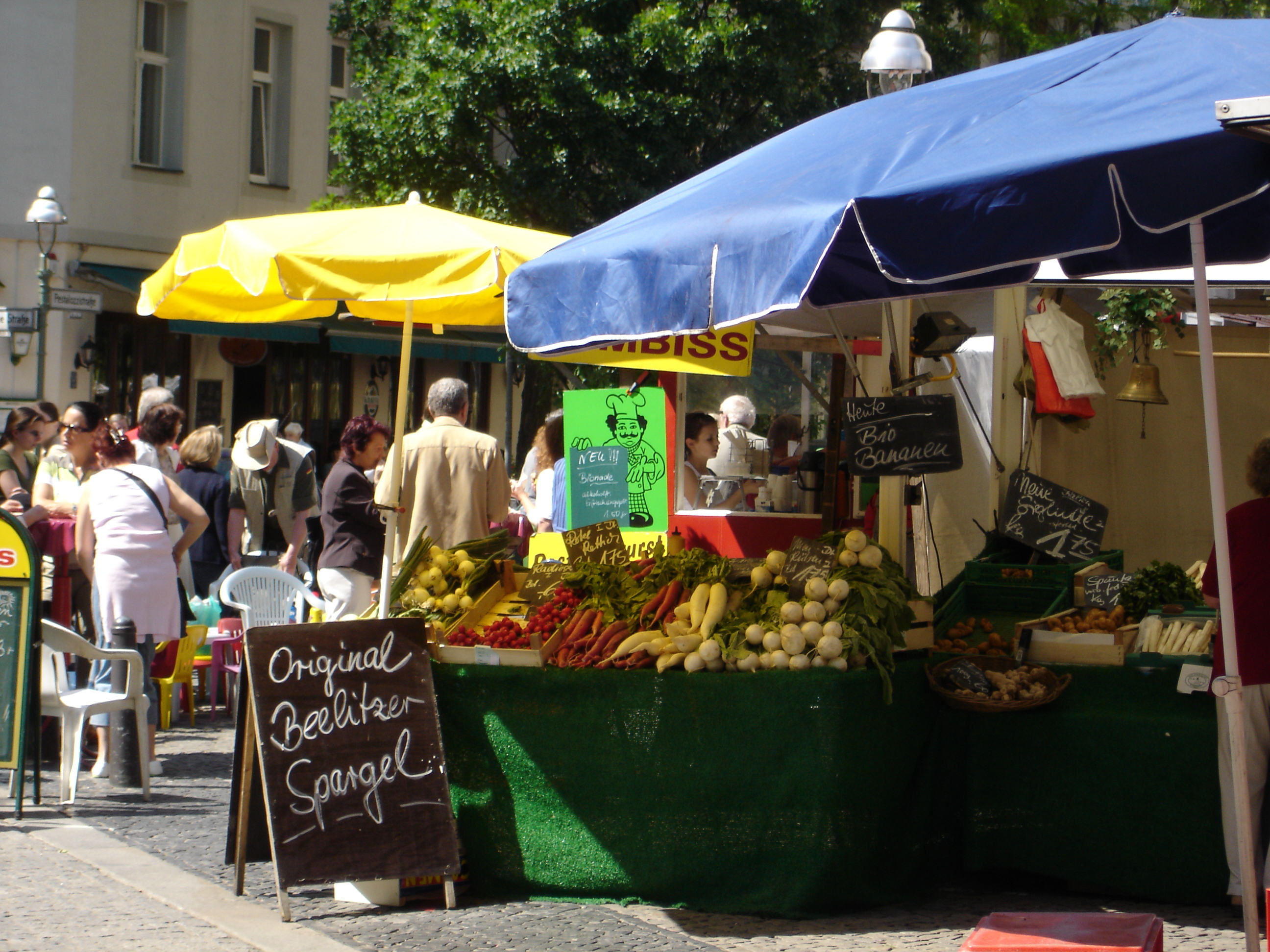
Wochenmarkt auf dem Karl-August-Platz im Berliner Bezirk Charlottenburg-Wilmersdorf

Aus dem ortsbezogenen Marktbegriff hat sich im Laufe der Zeit ein auf die Betriebsform des Einzelhandels bezogener Marktbegriff abgeleitet. Heute unterscheidet man eine ganze Reihe unterschiedlicher Märkte.

### Märkte als offene Verkaufsveranstaltung
Markt ist ebenfalls die Bezeichnung der Verkaufsveranstaltung an sich, zu der in regelmäßigen oder unregelmäßigen Abständen an einem bestimmten Ort – meist dem Marktplatz in der Stadtmitte – Händler zusammenkommen, um Waren des täglichen Bedarfs an Ständen zu verkaufen, Krämer- oder Krammärkte, oft in Form eines Wochen- oder Jahrmarktes. Werden auf einem Markt gebrauchte Waren wie beispielsweise benutzte Haushaltsgegenstände oder Kleidung aus zweiter Hand angeboten, spricht man von Flohmarkt oder Trödelmarkt.
Neben solchen allgemeinen Marktveranstaltungen hat sich im Lauf der Geschichte eine ganze Reihe spezieller Veranstaltungen in Marktform entwickelt; hierzu zählen beispielsweise spezielle Obstmärkte, Fischmärkte und ähnliche Produktgruppenmärkte, wie auch Viehmärkte (zu denen es historisch in Städten auch jeweils spezielle Plätze gab), neuer auch Bauernmärkte (Märkte der Direktvermarktung), aber auch Handwerksmärkte, Kunstmärkte, Weihnachtsmärkte und Fach- und Spezialmessen.

### Traditionelle lokale Märkte
Hervorgegangen aus den auf Tauschhandel basierenden Märkten der frühen Geschichte oder indigener Kulturen existieren heute vor allem in den Entwicklungsländern lokale Märkte für die Produkte traditionellen Wirtschaftens, bei denen die Erzeuger „direkt“ ihre Waren verkaufen oder gegen andere Güter eintauschen. Das entscheidende Merkmal solcher Märkte ist die reine Versorgungsorientierung; Gewinnerwirtschaftung und Profit spielen hier keine Rolle.

### Großmärkte, Supermärkte
Ein Großmarkt ist ein Ort (oft eine Großmarkthalle), an dem zum Beispiel Lebensmittel und Blumen an Wiederverkäufer (z. B. Einzelhandelsgeschäfte, Gastronomie) verkauft werden (Großhandel). Einzelhandelsgeschäfte tragen ab einer bestimmten Verkaufsfläche oft den Zusatz „Markt“. Dazu gehören der SB-Markt mit mindestens 2000 m² Verkaufsfläche, im Ausland als Hypermarkt (englisch hypermarket) bezeichnet, der Verbrauchermarkt mit 1500–4999 m² Verkaufsfläche und der Supermarkt mit einer Verkaufsfläche von mindestens 400 m² und weniger als 1500 m².